# Preikestolen
Il Preikestolen, come è chiamato in norvegese nynorsk (Prekestolen in norvegese bokmål, Pulpito di roccia in italiano, Hyvlatonnå in norvegese antico), è una falesia di granito alta 604 metri e che termina a strapiombo sul Lysefjord, di fronte al Kjeragbolten, nei pressi del villaggio di Forsand, nel comune di Sandnes (Norvegia).
Il numero di turisti nel 2012 è stato in crescita rispetto agli anni precedenti: visitato da circa 200 000 persone, il Preikestolen è a oggi uno dei siti più popolari del paese scandinavo.

## Accesso

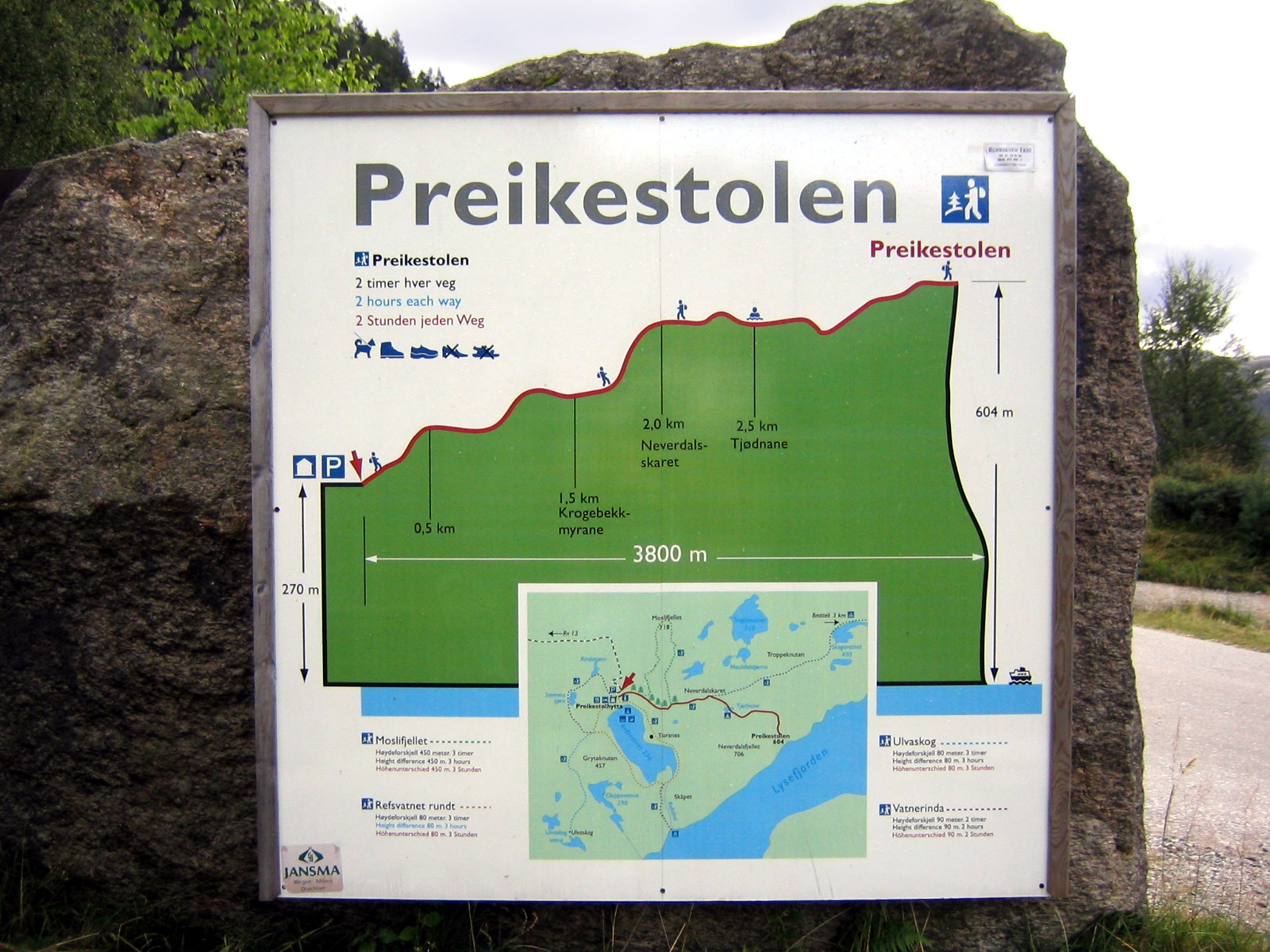
Mappa del monte

Il "Pulpito di Roccia" è situato nei pressi del villaggio di Forsand, nella contea norvegese di Rogaland. La città di Stavanger, capoluogo della regione, dista dal sito solo 25 km. Il parcheggio per le auto, grazie all'apertura nell'aprile 2020 dell'Hundvåg Tunnel, è raggiungibile in circa 40 minuti di auto da Stavanger in automobile, senza dover più prendere un traghetto.
La strada per raggiungere il sito termina nel parcheggio al "Preikestolen fjellstue". Un sentiero si estende dal parcheggio alla roccia, passando attraverso una serie di paesaggi montani. Un'escursione sul Preikestolen partendo dal parcheggio più vicino richiede 3-4 ore tra andata e ritorno.
In alcuni punti la salita può essere molto ripida. Il sentiero inizia al "Preikestolen fjellstue" a un'altezza di circa 270 m s.l.m., per arrivare fino ai 604 m della cima. L'escursione può durare da 1 a 3 ore a seconda dell'esperienza e della forma fisica. Il differenziale di altezza non è elevato - solo 334 metri - e il percorso non lunghissimo (3,8 km).
L'escursione è sconsigliata in inverno e nei primi mesi primaverili quando sul suolo ci sono ancora neve e ghiaccio, e il percorso potrebbe essere scivoloso. Il periodo migliore per visitare il "Preikestolen" va da aprile a ottobre.
Inoltre, se non si vuole salire sulla falesia è possibile per tutto l'anno compiere un'escursione in traghetto attraverso l'intero Lysefjord, fermandosi sotto il Preikestolen. Tuttavia, il tempo in estate può essere anche umido e freddo, e le nuvole possono coprire il Preikestolen. Il traghetto porta fino in fondo al fiordo (Lysebotn).

## Nella cultura di massa
Il Preikestolen compare in diversi film. Una delle prime apparizioni sullo schermo compare alla fine della seconda serie del telefilm Vikings quando in una scena si vede il protagonista, il guerriero vichingo Ragnarr Loðbrók, riposare sullo sperone di roccia. 
Altre riprese sono state fatte nella produzione del film Mission: Impossible - Fallout, sebbene secondo la trama la scena si svolga sulle montagne del Kashmir.